# Canato de Chagatai
```
   |-
       |
Erro:
:  
valor não especificado para "
nome_comum
"

   |-
       | 
Erro:
:  
valor não especificado para "
continente
"
```

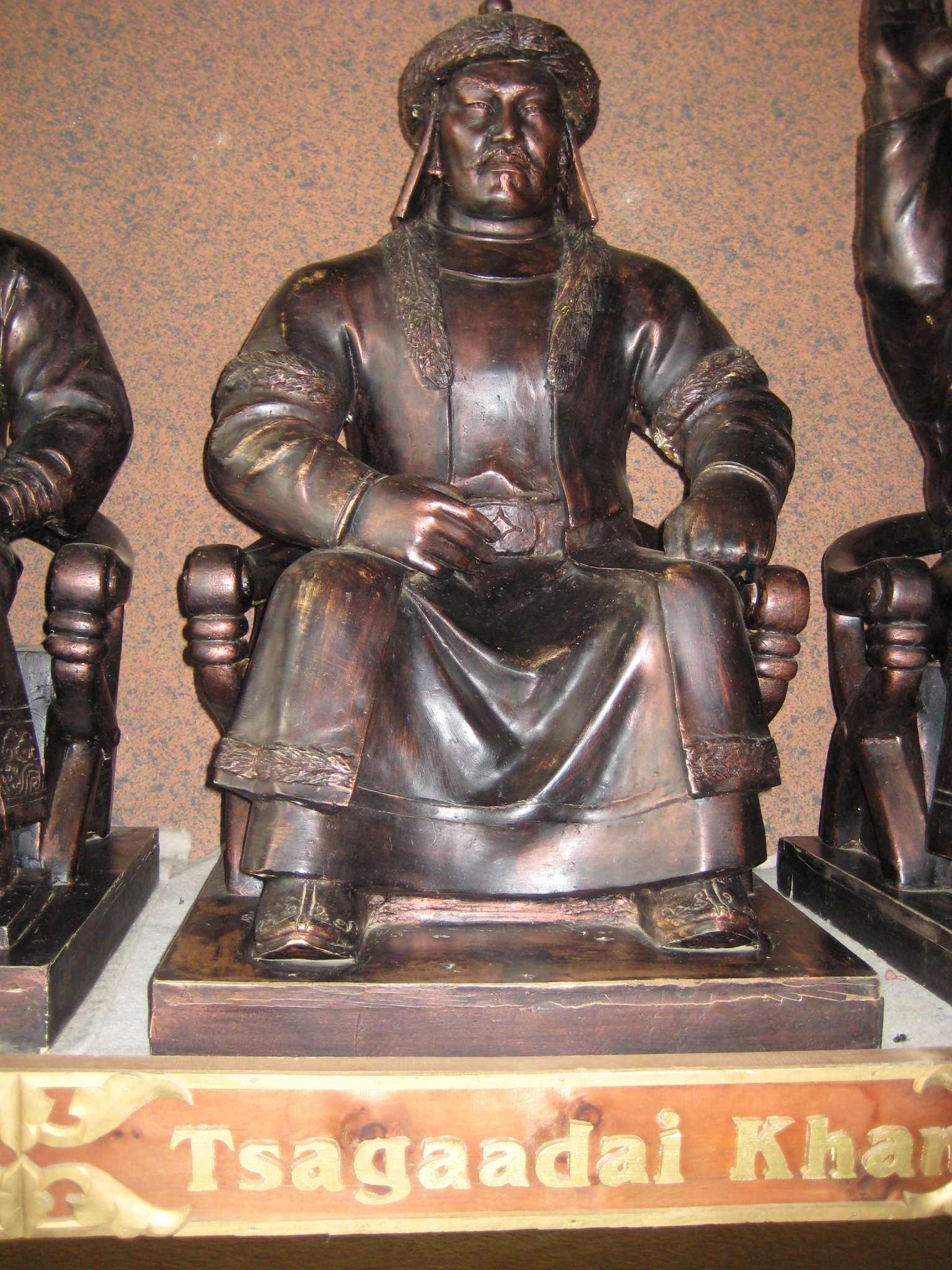
Estátua de Chagatai na Mongólia

O Canato de Chagatai foi um dos quatro reinos (ou canatos) sucessores do Império Mongol criado pelo conquistador Gengis Cã. Seu nome vêm de Chagatai, um dos filhos de Gengis Cã e Borte, que o herdou após a morte do pai. O seu território abrangia a Transoxiana, o norte do Afeganistão, o oeste da China, o sudeste do Cazaquistão e parte do Turquestão, e tinha como principais cidades Samarcanda e Bucara. Ao norte fazia fronteira com a Canado da Horda Dourada, a leste com o Grão Canato, a sul e oeste com o Ilcanato e a sul com o Sultanato de Déli.
Após a morte de Chagatai em 1242, os mongóis dispersaram-se, e a unidade política do reino enfraqueceu grandemente. Como era usual entre os povos mongóis, os chagatais dividiram-se em tribos e clãs semi-independentes, cujas rivalidades surgiam com frequência e violência, e a entidade política de Chagatai manteve-se apenas pela memória das glórias de Gengis Cã e o respeito pelo seu filho.
O reino de Chagatai viu seu apogeu sob a liderança de Tamerlão, quando expandiu seu território das fronteiras da Anatólia e da Síria a leste e Deli a oeste, do Turquestão e do sul da Rússia ao norte e a Pérsia ao sul. Porém, com a morte de Tamerlão em 1405, os chagatais mais uma vez viram-se divididos e foram rapidamente conquistados e assimilados pelos povos invasores e por seus vizinhos ainda durante o início do século XV.